# Bataille de Sangju (1592)
Guerre Imjin
La bataille de Sangju est l'une des premières batailles de la première phase des invasions japonaises de la Corée (guerre Imjin). Les Coréens tentent d'arrêter l'invasion japonaise et d'empêcher le siège du fort Ch'ungju. Cependant, le niveau technique supérieur des forces japonaises, en particulier les arquebuses, s'avère décisif. Comme la plupart des généraux coréens au début de la guerre, Yi Il commande mal. Les Japonais sont victorieux et poussent vers Chungju.

## Sangju
Yi Il réunit mille hommes parmi la paysannerie locale de Sangju. Ne voulant pas être anéanti à l'intérieur de Sangju, il dispose ses hommes sur une petite colline à proximité. Quand un messager arrive, avertissant de l'approche japonaise, Yi II le fait décapiter, de sorte que son annonce ne mine pas le moral de ses hommes.
Yi Il envoie alors un éclaireur pour localiser la position de l'armée japonaise. Malheureusement, l'éclaireur est tué par un tireur d'élite japonais. L'éclaireur ne revenant pas, Yi Il estime probable que les Japonais sont à proximité. Bientôt, les soldats japonais du général Konishi Yukinaga sont en vue.
Konishi et ses généraux ordonnent alors que les ashigaru (fantassins) tirent sur les Coréens avec leurs arquebuses. Après une volée de tirs, son infanterie charge. Comme les Japonais commencent à avancer jusqu'à la colline, Yi ordonne à ses hommes de riposter, mais la portée de leurs flèches est trop courte. Konishi Yukinaga divise sa force et commencé à encercler la position des Coréens. Yi Il fait faire demi tour à son cheval et se retire avec le reste de son armée. Victorieuse, l'armée de Konishi tue environ 300 des défenseurs coréens. Konishi Yukinaga continue à mener ses hommes sur Chungju vers une autre victoire.

## Source de la traduction
- (en) Cet article est partiellement ou en totalité issu de l’article de Wikipédia en anglais intitulé « Battle of Sangju (1592) » (voir la liste des auteurs).